# Christian York
Pour les articles homonymes, voir Spence et York.
Jason Sian Spence (né le 7 avril 1977 à Fairfax, Virginie), plus connu sous le pseudonyme de Christian York, est un catcheur américain.

## Carrière

### Circuit Indépendant (1996-2000)
Spence débute dans le catch sous le nom de Christian York dans diverses petites fédérations de la côte est des États-Unis. Il fait alors équipe avec Joey Matthews avec qui il remporte le 23 octobre 1997 le championnat par équipe de la Mid-Eastern Wrestling Federation, une fédération du Maryland, après leur victoire sur Corporal Punishment (en) et Mark Shrader (en) ainsi que Steve Corino et Jimmy Cicero (en). Ce règne prend fin le 13 novembre après leur défaite face à Julio Sanchez et Jimmy Cicero.
Le 3 janvier 1998, il remporte son premier titre individuel en devenant champion des poids-lourds légers de la National Wrestling Alliance 2000 (NWA 2000) après avoir vaincu Joey Matthews, son titre lui est retiré plus tard dans l'année en raison d'une violation des règles de la NWA 2000. Le 19 avril, il devient champion poids-lourds Junior de la Steel City Wrestling (une fédération de Pennsylvanie) et garde ce titre jusqu'au 31 juillet,. Le 13 juin, il remporte le championnat des poids-lourds légers de l'Independent Professional Wrestling Alliance (IPWA) et perd ce titre le 22 août face à Julio Sanchez. Il récupère ce titre le 2 septembre.

### Total Nonstop Action Wrestling (2012-2013)
Le 1er novembre, il participe au Gut Check Challenge en perdent contre Zema Ion .La semaine suivante, les juges du Gut Check ont décidé de signer York d'un contrat. Lors de Impact Wrestling du 22 novembre, il perd contre Jeff Hardy. Lors de Genesis 2013, il bat Kenny King en finale d'un tournoi pour être challenger au TNA X-Division Championship. Le même soir, il perd contre Rob Van Dam et ne remporte pas le TNA X-Division Championship. Lors d'Impact Wrestling du 31 janvier ; il perd avec RVD contre Kenny King et Zemo Ion. Lors de Lockdown 2013, il perd contre Kenny King dans un match qui comprenait également Zema Ion et ne remporte pas le TNA X-Division Championship. Lors de One Night Only: X-Travaganza 2013, il bat Alex Silva, Jimmy Rave, Lince Dorado, Matt Bentley, Puma et Sam Shaw dans un Xscape Elimination Match. Lors de One Night Only: Joker's Wild 2013, James Storm et lui battent Crimson et Gunner lors du premier tour du  Joker's Wild Tournament. Le même soir, lors de la finale, il perd contre James Storm dans une Gauntlet Battle Royal. Lors de l'IMPACT Wrestling du 16 mai, il perd contre Jay Bradley en demi-finale du Gut Check Tournament.
Il est Licencié le 3 juillet 2013.

## Palmarès
- Atlantic Terror Championship Wrestling
  - 1 fois ATCW Tag Team Champion avec Joey Matthews
- Delaware Championship Wrestling
  - 1 fois DCW Tag Team Champion avec Joey Matthews
- East Coast Wrestling Association
  - 1 fois CEAO Tag Team Champion avec Mark Schrader
- Far North Wrestling
  - 1 fois FNW Heavyweight Champion
- FirstState Championship Wrestling
  - 1 fois 1CW Heavyweight Champion
- Independent Professional Wrestling Alliance
  - 2 fois AIPG Light Heavyweight Champion
- KYDA Pro Wrestling
  - 2 fois KYDA Pro Heavyweight Champion
- Maryland Championship Wrestling
  - 1 fois MCW Heavyweight Champion
  - 2 fois MCW Cruiserweight Champion
  - 2 fois MCW Tag Team Champion avec Joey Matthews
  - Shane Shamrock Coupe Memorial (1999, 2003, 2010)
- Mid-Eastern Wrestling Federation
  - 1 fois MEWF Cruiserweight Champion
  - 1 fois MEWF Tag Team Champion avec Joey Matthews
- National Wrestling Alliance
  - 1 fois NWA World Tag Team Champion avec Joey Matthews
- Organisation of Modern Extreme Grappling Arts
  - 1 fois OMEGA Light Heavyweight Champion
- Phoenix Championship Wrestling
  - 1 fois PCW Tag Team Champion avec Joey Matthews
- Real Championship Wrestling
  - 1 fois RCW Heavyweight Champion
- Southern Championship Wrestling
  - 2 fois SCW Junior Heavyweight Champion
- Squared Circle Wrestling Alliance
  - 1 fois SCWA Mindshock Television Champion (Actuellement)
- Steel City Wrestling
  - 1 fois SCW Light Heavyweight Champion
  - 1 fois SCW Tag Team Champion avec Joey Matthews
- Total Nonstop Action Wrestling
  - Vainqueur du TNA Gut Check
  - TNA X Division Championship # 1 Contender Tournament (2013)
- Universal Wrestling Council
  - 1 fois UWC Heavyweight Champion
- Vanguard Championship Wrestling
  - 1 fois VCW Tag Team Champion
- Virginia Championship Wrestling
  - 1 fois VCW Tag Team Champion avec Joey Matthews